# Бу-Абдалла
Бу-Абдалла (араб. بوعبد الله) — село в Тунісі, у муніципалітеті Сук-Ляхад вілаєту Кебілі. 
| Туніс | Це незавершена стаття з географії Тунісу. Ви можете допомогти проєкту, виправивши або дописавши її. |